# Angostura longiflora
Angostura longiflora är en vinruteväxtart som först beskrevs av Kurt Krause, och fick sitt nu gällande namn av J. A. Kallunki. Angostura longiflora ingår i släktet Angostura och familjen vinruteväxter. Inga underarter finns listade i Catalogue of Life.